# Diego Peris
Diego Peris o Diego Peris Sánchez (Ciudad Real, 31 de diciembre de 1946) es un profesor, geólogo y arquitecto español Presidente de la fundación Fisac, especialista en patrimonio cultural, arquitectura y urbanismo sostenible, aplicando técnicas tradicionales e innovadoras con recursos locales. Es un experto en arquitectura y urbanismo de Castilla-La Mancha y en Miguel Fisac.

## Trayectoria
Peris estudió Ciencias Geológicas y se licenció geólogo por la Universidad Complutense de Madrid. Es doctor arquitecto por la Escuela Técnica Superior de Arquitectura de Madrid (ETSAM) con la tesis de título La modificación de la ciudad.Restauración monumental en Toledo s XIX y XX, dirigida por Pedro Navascués Palacio. Realizó estudios de postgrado y está diplomado en Ordenación del Territorio en el medio urbano, y en Urbanismo por el Centro de Estudios de Ordenación del Territorio y Medio Ambiente. Desde que inició su andadura profesional en 1978, alternó el trabajo como arquitecto independientes con el trabajo como personal contratado por diferentes administraciones o instituciones, y como profesor en diferentes universidades.
Peris dirigió su estudio de arquitectura, de 1978 a 1984. y realizó proyectos para equipamientos y residenciales. La siguiente etapa, de 1984 a 1986 trabajó como arquitecto municipal en el Ayuntamiento de Ciudad Real, y entre otros proyectos, redactó y ejecutó el edificio de la Policía municipal o el nuevo recinto ferial de Ciudad Real. De 1987 a 1994 fue responsable de Patrimonio Histórico-artístico como Director General de Cultura en la Consejería de Cultura de la Junta de Comunidades de Castilla-La Mancha. Entre 1995 y 2006 fue arquitecto director de la oficina de infraestructuras de la Universidad de Castilla-La Mancha y trabajó como responsable de los proyectos de los edificios y urbanizaciones de los Campus de Albacete, Campus de Ciudad Real, Campus de Cuenca, Campus de Toledo, y Campus de Talavera de la Reina, Almadén y Puertollano. De 2008 a 2010 fue responsable Consejero Delegado de Toletum visigodo, un proyecto arqueológico en la Vega Baja de Toledo que coordinaron de forma conjunta el Ayuntamiento de Toledo y la Junta de Comunidades de Castilla-La Mancha. Del 2010 al 2012 fue Arquitecto de los proyectos y obras de la Universidad de Castilla-la Mancha. Desde 2013 codirige, junto al arquitecto Diego Peris López, el estudio D2 ARQUITECTOS dónde realiza trabajos como arquitecto profesional independiente.
Peris ha escrito entre obras individuales y colectivas, más de setenta publicaciones. También publica en revistas especializadas en Arquitectura y Urbanismo como la Revista Colegio Oficial de Arquitectos de Ciudad Real, en diarios de divulgación general como el Diario Lanza y en blogs temáticos.
El libro de 2014, escrito junto al arquitecto José Rivero, El Instituto Nacional de Colonización en Ciudad Real. Análisis y documentos, analiza los nueve pueblos de colonización  construidos en la provincia de Ciudad Real, Villanueva de Franco, Llanos del Caudillo, Umbría de Fresneda, Pueblonuevo del Bullaque, Los Mirones, Bazán, Cinco Casas, Santa Quiteria y Villalba de Calatrava. En 2017 ingresó como miembro del Instituto de Estudios Manchegos (IEM) con el discurso de título de 75 años de Arquitectura Contemporánea en Ciudad Real, una institución a la que también perteneció el arquitecto Miguel Fisac de cuya obra Peris ha realizado estudios publicados en artículos y libros.
Desde 2020 es presidente de la Fundación Miguel Fisac.

## Reconocimientos
- 2006 Premio Foro Civitas Nova por la rehabilitación urbana del conjunto de la Fábrica de Armas de Toledo. Junto al arquitecto Rafael Elvira Gutierrez
- 2017 Miembro del Instituto de Estudios Manchegos (IEM)
- Desde 2020 preside la Fundación Miguel Fisac[12][13][11]
- Premio 2022 del Colegio Oficial de Arquitectos de CLM por el libro Miguel Fisac: Mobiliario

## Obras seleccionadas

### Tesis
- La modificación de la ciudad. Restauración monumental en Toledo s XIX y XX[14]

Tesis dirigida por Pedro Navascués Palacio. Publicacion en la colección de Patrimonio Histórico, JCCM. ISBN 978-84-7788-554-2

### Artículos
- 2004 Arquitectura EN Torralba de Calatrava. Formas de arquitectura y arte, ISSN: 1886-7693, Nº. 8, págs. 42-50[15]
- 2018 Arquitectura escolar de Miguel Fisac. De Daimiel a Valdepeñas. De lo orgánico a lo racional. Cuadernos estudios manchegos, ISSN: 0526-2623, Nº. 43, págs. 245-280[10]
- 2020 Hormigones con encofrados flexibles de Miguel Fisac. En colaboración con Diego Peris López. Cuaderno de Estudios Manchegos nº 45, pp. 405-446. ISSN 0526-2623.
- 2021 Rebollar y Hervás en la catedral de Ciudad Real. Cuaderno de Estudios Manchegos nº 46, pp. 161-192. ISSN 0526-2623.
- 2017 75 años de arquitectura contemporánea en Ciudad Real. Cuaderno de Estudios Manchegos nº 42, pp. 20-66. ISSN 0526-2623
- 2022 Luis Cubillo de Arteaga. Las iglesias humildes de Ciudad Real. Cuaderno de Estudios Manchegos nº 47, pp. 263-294. ISSN 0526-2623
- 2023 El convento de las Concepcionistas de Santa Beatriz e Silva en Ciudad Real. Cuaderno de Estudios Manchegos nº 48, pp. 199-228. ISSN 0526-2623
- 2024 "Francisco Alonso Martos en Ciudad Real", Cuaderno de Estudios Manchegos nº 49 pp 505-540. ISSN 0526-2623

### Libros
- 2003 Peris Sanchez, Diego; Elvira Gutierrez, Rafael et alt. Dos siglos en construcción: De Fábrica de armas a campus universitario. Madrid, Grupo San José. DL M-51490-2003
- 2014 El Instituto Nacional de Colonización en Ciudad Real. Análisis y documentos, en colaboración con José Rivero[16] ISBN 978-84-7789-307-3
- 2016. Espacios y tiempos en Ciudad Real. La ciudad interior. Editorial Serendipia. ISBN 978-84-945 759-5-2
- 2017 Espacios y paisajes del vino en Castilla-La Mancha. Toledo, Fundación Impulsa. DL. TO-349-2017.
- 2019 Espacios y tiempos en Ciudad Real. La ciudad exterior. Ciudad Real, Editorial Serendipia. ISBN 978-84-948298-0-2
- 2022 Miguel Fisac: Mobiliario. en colaboración con Diego Peris López y Javier Navarro. Ciudad Real, Colegio Oficial de Arquitectos CLM y Fundación Miguel Fisac. ISBN 978-84-09-28097-1
- 2022 Miguel Fisac: El espacio religioso. Ciudad Real, Colegio Oficial de Arquitectos, Fundación Miguel Fisac. ISBN 978-84- 09-43195-3
- 2021 Espacios del barroco en Ciudad Real. Ciudad Real, BAM, Diputación Provincial. ISBN 978-84-7789-388-2
- 2023 "Miguel Fisac: Vivienda. 1943-2006. Ciudad Real, Fundación Fisac, Colegio Oficial de Arquitectos CLM. ISBN 978-84-09-53833-1. En colaboración con Javier Navarro Gallego et all.
- 2019 Miguel Fisac: Fotografías. Ciudad Real, Fundación Fisac, Colegio Oficial de Arquitectos CLM. ISBN 978-84-09-09697-8 en colaboración con Javier López Rivera
- 2024 "El Hospital y la ciudad" Ciudad Real. Editorial Serendipia. Colección Ensayo 13. ISBN 976-84-19753-52-2.
- 2024 Peris Sanchez, Diego y Navarro Gallego, Javier. Miguel Fisac: Cultura. Educación. restauración Ciudad Real, Colegio Oficial de Arquitectos y Fundación Fisac- ISBN 978-84-09-63619-8